# Грунь (притока Псла)
Грунь — річка в Україні, в межах Сумського району Сумської області (46 км) і Гадяцького району Полтавської області (39 км). Права притока Псла (басейн Дніпра).

## Опис
Довжина 85 км, площа водозбірного басейну 1 090 км². Похил річки 1 м/км. Долина трапецієподібна, завширшки до 3 км, завглибшки до 50 м. Заплава місцями заболочена, завширшки до 400 м. Річище звивисте, завширшки до 10 м, завглибшки пересічно 1,2 м, на окремих ділянках розчищене. Живлення мішане, з переважанням снігового. Є ставки. Використовується для водопостачання, зрошення, рибництва. 
На берегах річки ростуть листяні і хвойні ліси: дуби, клени,  сосни,  берези, осики, липи, а поблизу річки — верба,  та вільха.  
У річці є  раки та  риба: щука, окунь, плітка, лящ, трапляється сом. Місцями мешкає бобер. 

## Розташування
Грунь бере початок на північний схід від с. Павленкового. Тече переважно на південний захід, у пригирловій частині повертає на південь і південний схід. Впадає у Псел біля східної частини міста Гадяча.
Основні притоки: Лозова, Суха Долина, Куличиха (ліві); Созаниха, Безіменна, Пробужка (праві).

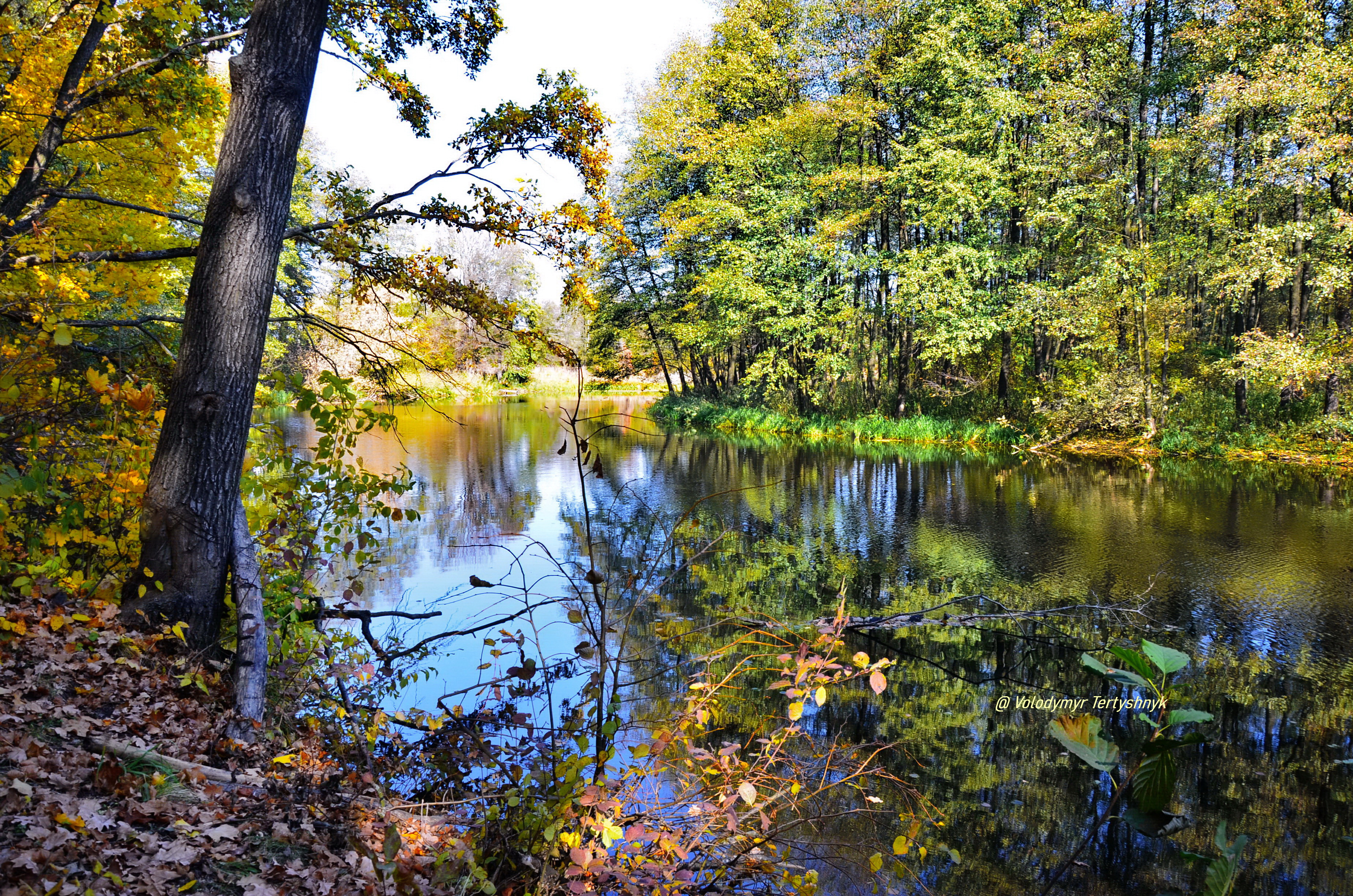
Осіння Грунь

Над річкою розташоване місто Гадяч,  а також села:  Грунь,  Василівка , Клюси, Капустинці, Велика Лука, Подільки, Синівка,  Підставки, Слобідка, Сватки, Бірки, Римарівка, Максимівка,   Красна Лука, Хитці.

## Галерея

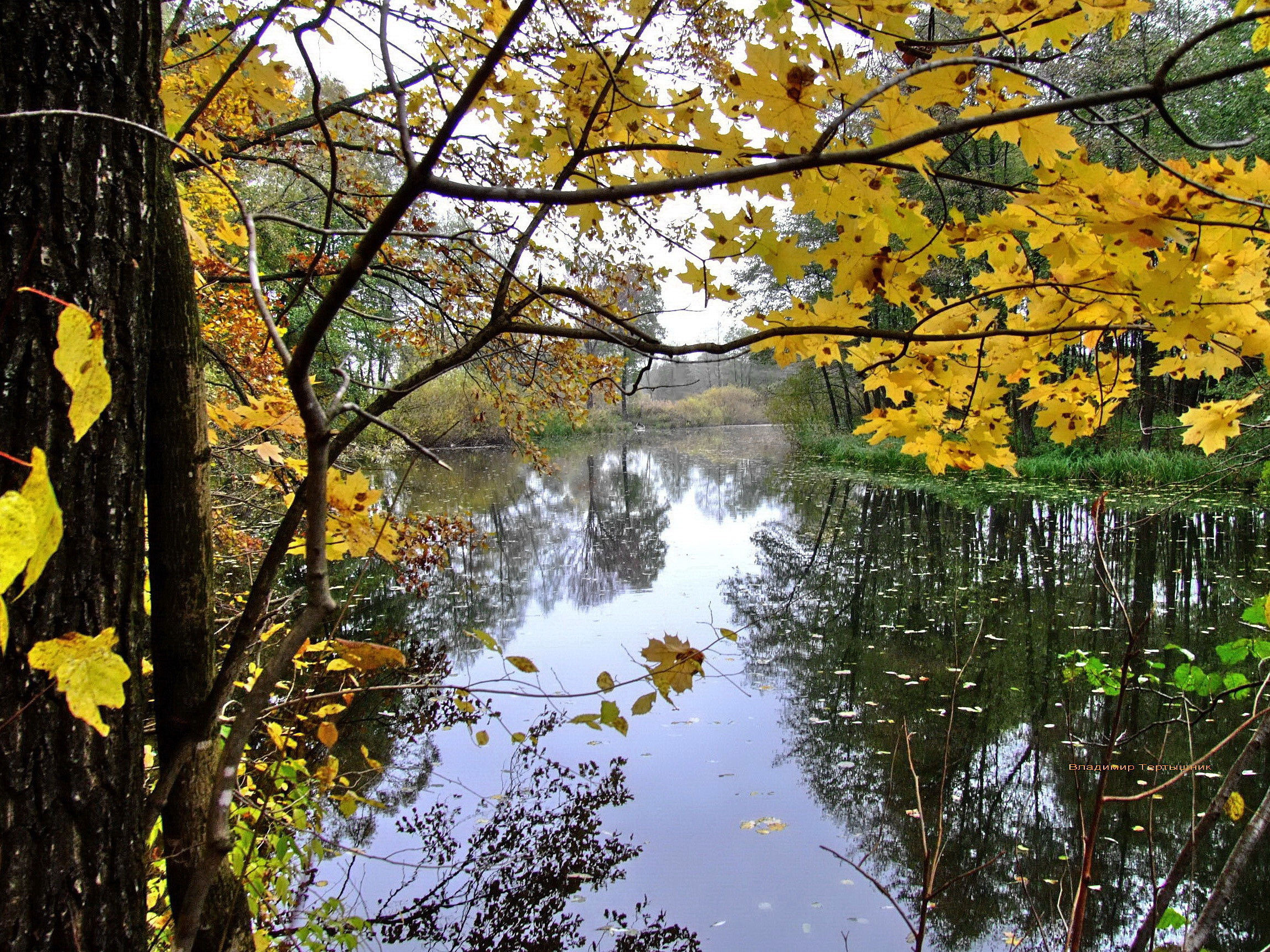
Осінь на р. Грунь.
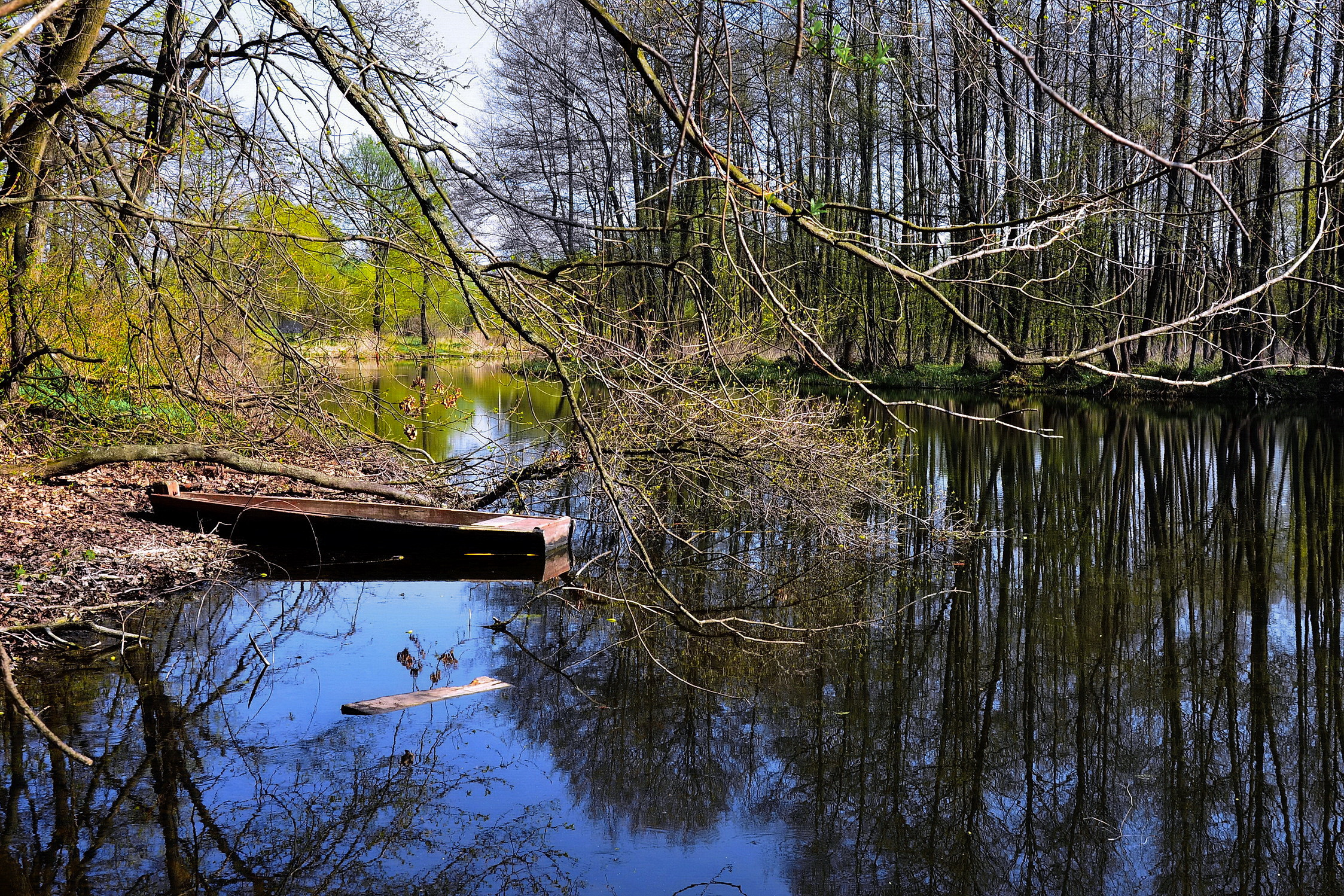
Весна на річці.
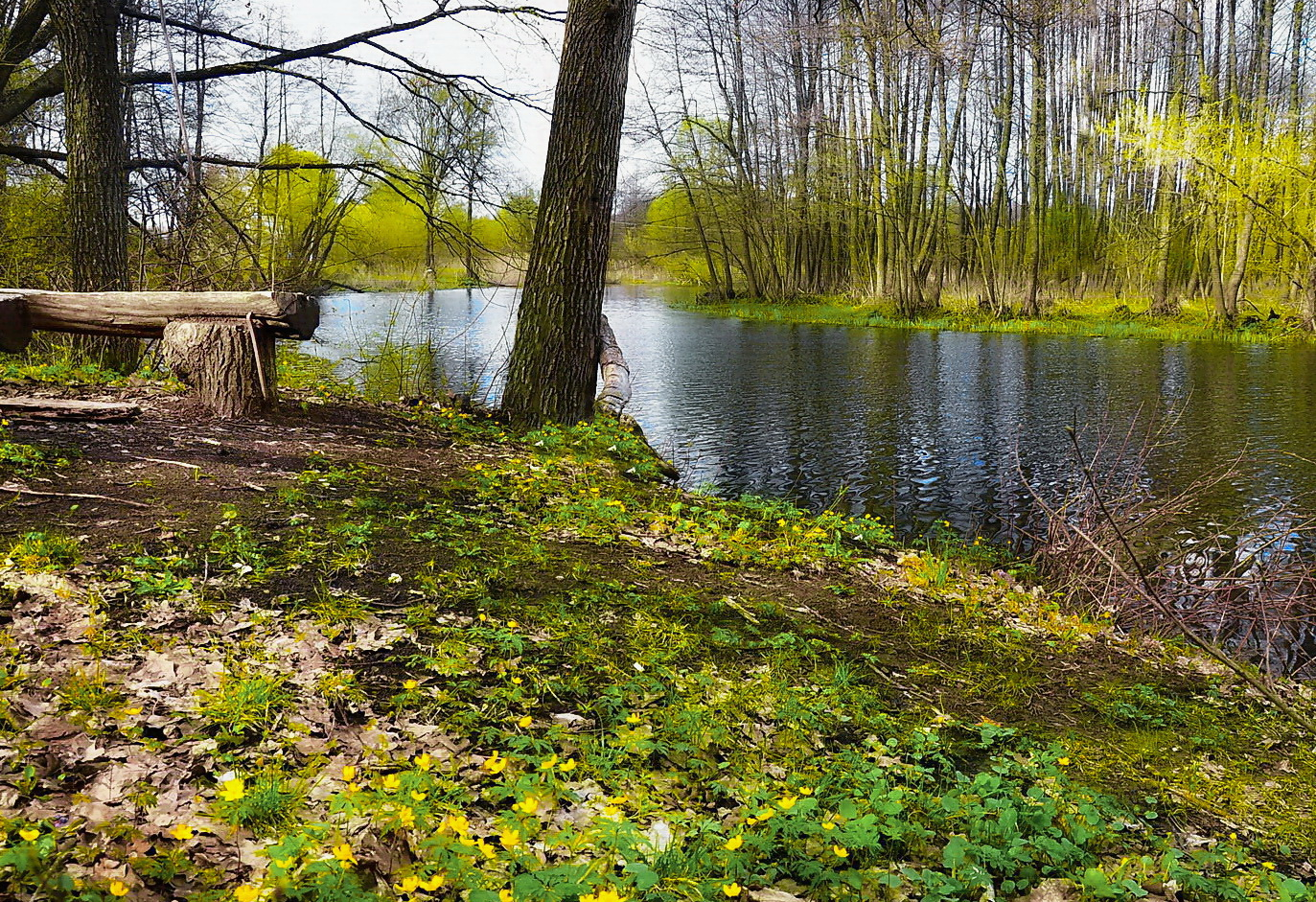
Квітневі дніі на річці Грунь
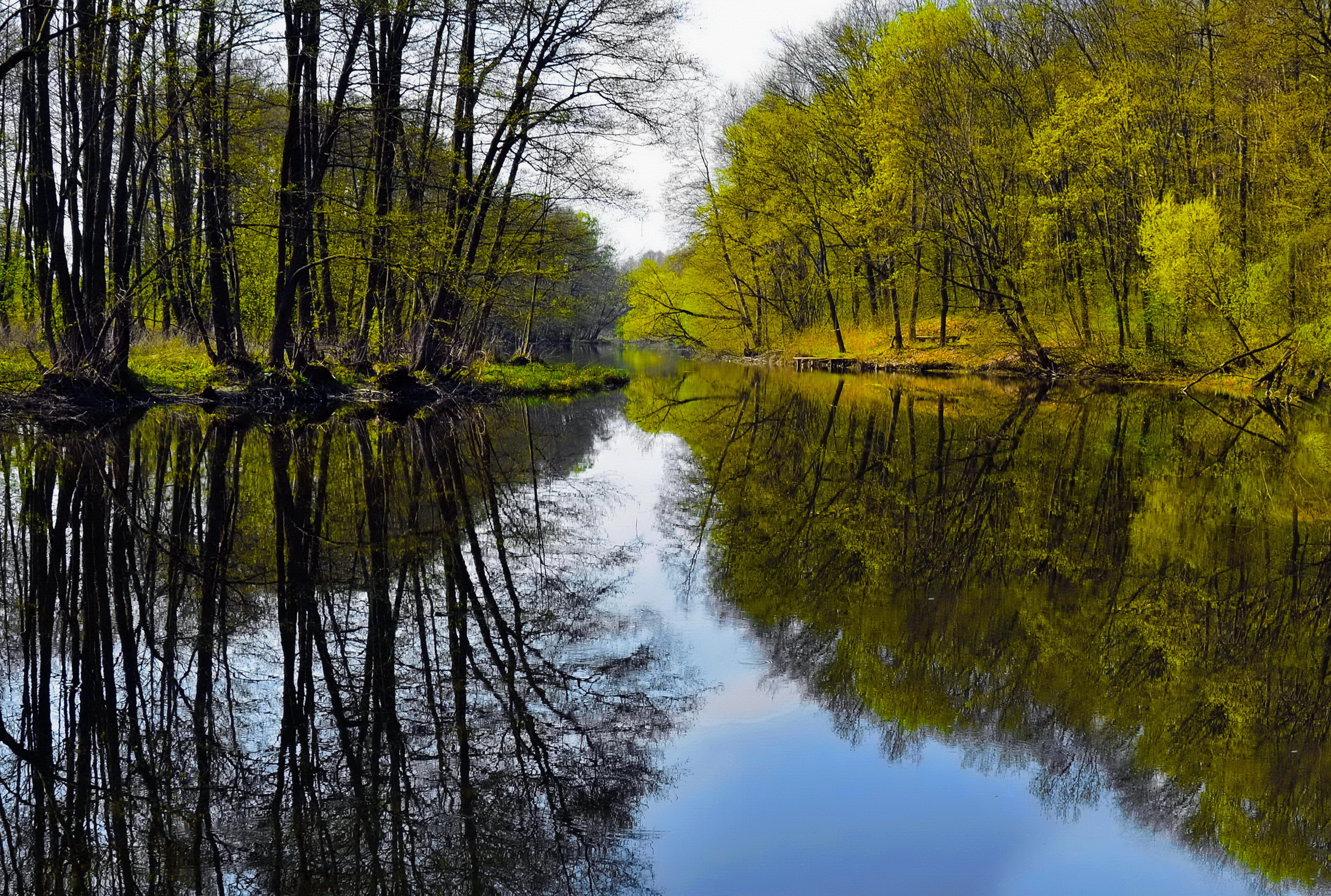
Плес р. Грунь
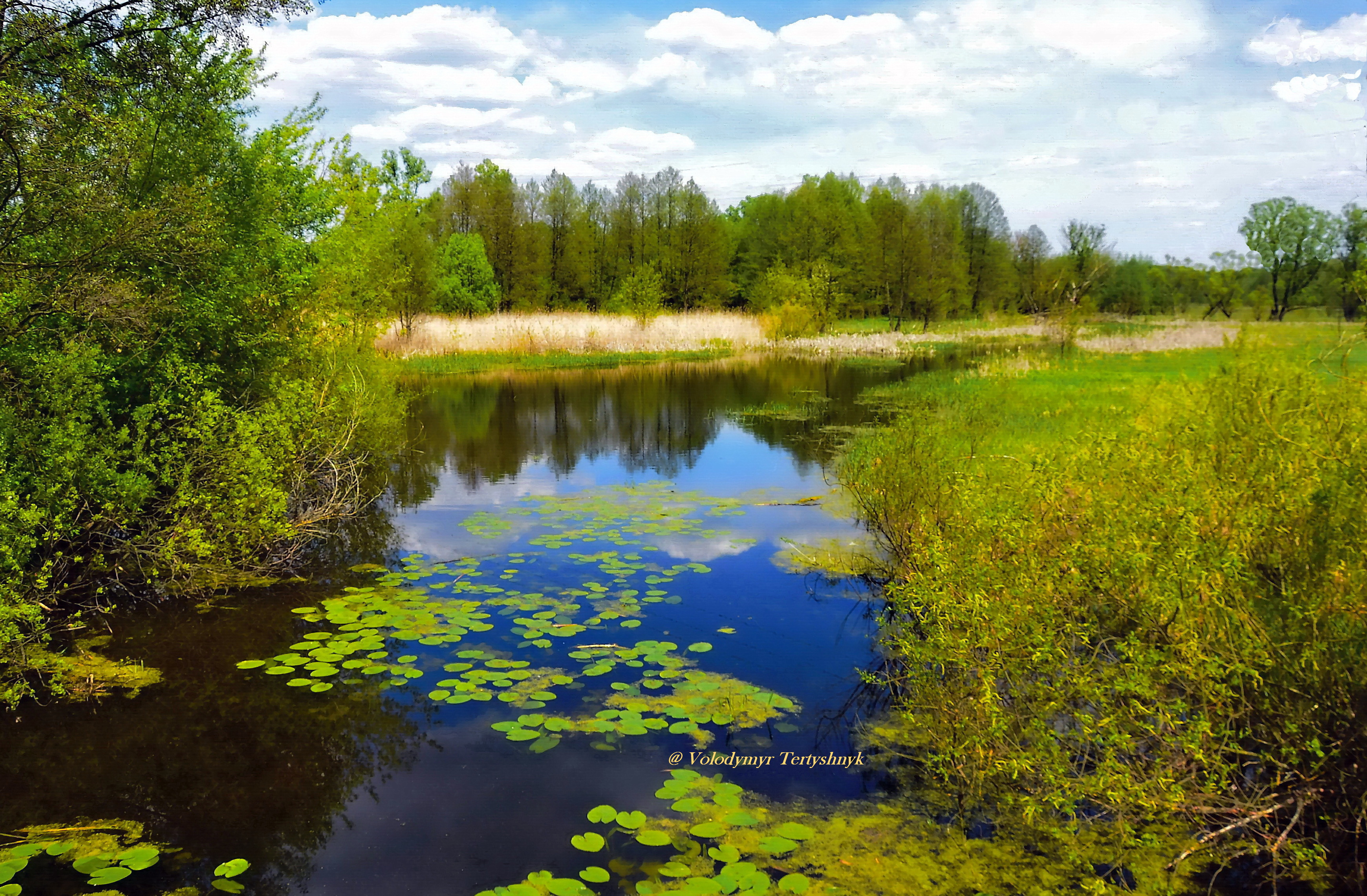
Річка Грунь в селі Грунь
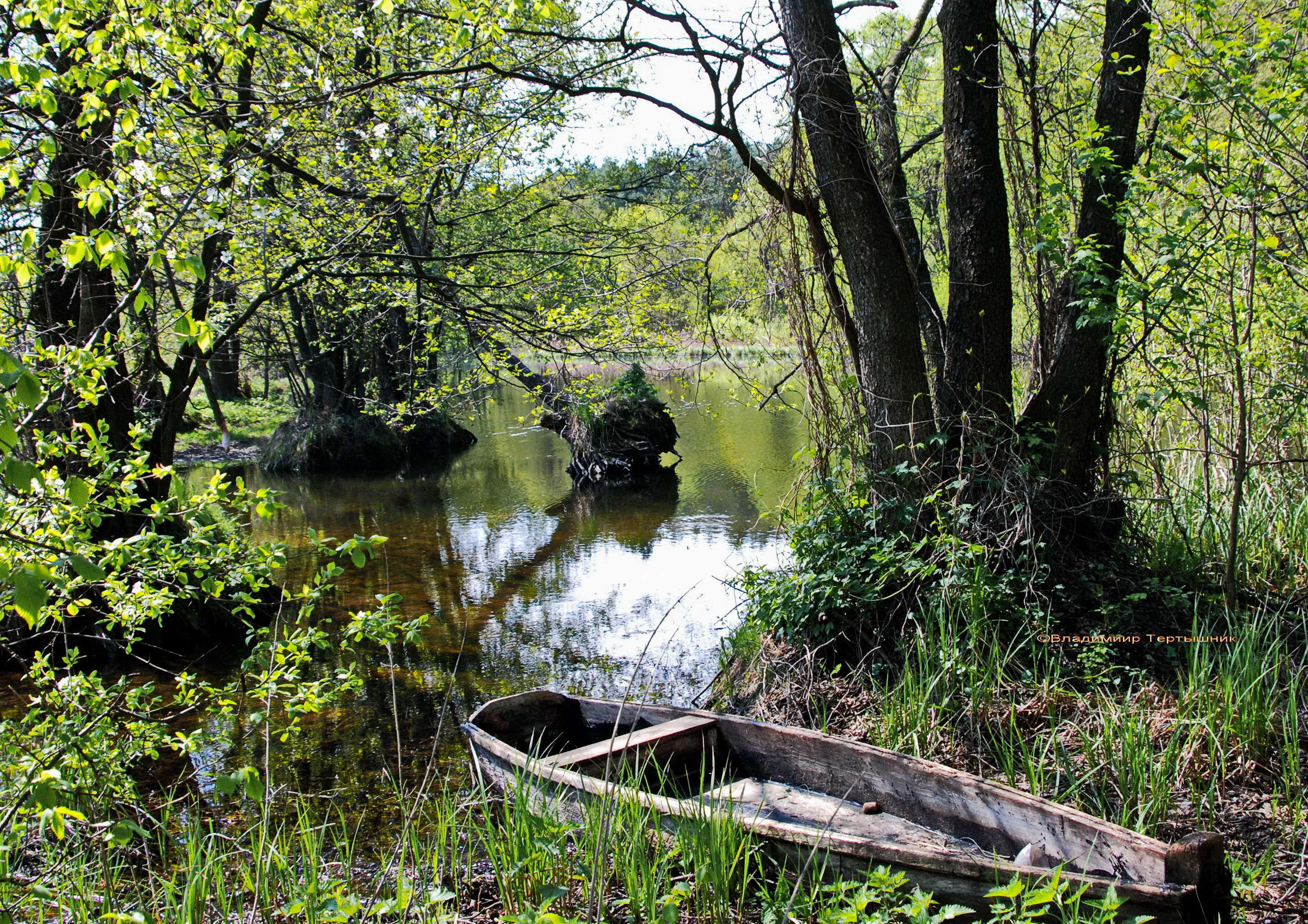
Грунь на околицях с. Капустинці